# Dovenetelgraafwants
De dovenetelgraafwants of dovenetelwants (Tritomegas bicolor) is een insect uit de familie van de graafwantsen (Cydnidae). De soort werd vermeld door Carl Linnaeus in de tiende editie van Systema naturae uit 1758.

## Uiterlijke kenmerken
De dovenetelgraafwants bereikt een lichaamslengte van ongeveer 5 tot 7 millimeter. De lichaamskleur is overwegend zwart met grillige witte vlekken. De soort lijkt sterk op de koolwants (Eurydema oleracea), die ook een zwart lichaam met witte vlekken heeft. Deze laatste soort heeft echter altijd drie kleine vlekken aan de achtervleugels, die in een lijn naast elkaar staan. Bovendien kan een koolwants ook rode kleuren hebben tegen een zwarte achtergrond. De sterk gelijkende ballotegraafwants (Tritomegas sexmaculatus) is nauwelijks te onderscheiden van de dovenetelgraafwants. Deze soort leeft voornamelijk op stinkende ballote (Ballota nigra)

## Algemeen
Het lichaam is erg rond en vrij bol, de kleur is zwart met aan weerszijden van de bovenzijde twee witte streep-achtige vlekken. Vanwege het ronde, glanzende lichaam doet de wants denken aan een kever. Onder de voorvleugels zitten de vleugels die er aan de achterzijde iets uitsteken. Hiermee kan gevlogen worden, zelfs vanuit stilstand. De dovenetelgraafwants leeft van plantensappen van voornamelijk dovenetel (Lamium). De nimfen zijn nog iets ronder en boller en hebben wat gelere vlekken. De wants wordt geparasiteerd door de sluipvlieg Eliozeta pellucens.
Deze wants komt in grote delen van Europa algemeen voor, ook in Nederland en België.